# Bosc-le-Hard
Bosc-le-Hard ist eine französische Gemeinde mit 1.589 Einwohnern (Stand: 1. Januar 2022) im Département Seine-Maritime in der Region Normandie; sie gehört zum Arrondissement Rouen und ist Teil des Kantons Neufchâtel-en-Bray (bis 2015: Kanton Bellencombre). Die Einwohner werden Bolhardais genannt.

## Geographie
Bosc-le-Hard liegt etwa 13 Kilometer nordnordöstlich von Rouen in der Landschaft Pays de Bray. Umgeben wird Bosc-le-Hard von den Nachbargemeinden Grigneuseville im Norden, Cottévrard im Osten und Nordosten, Esteville im Osten und Südosten, Claville-Motteville im Süden, Authieux-Ratiéville im Südwesten, Frichemesnil im Westen und Südwesten sowie Étaimpuis im Westen und Nordwesten.

## Bevölkerungsentwicklung
| Jahr                      | 1962 | 1968 | 1975 | 1982 | 1990 | 1999 | 2006 | 2012 |
| Einwohner                 | 825  | 876  | 1224 | 1178 | 1271 | 1410 | 1449 | 1498 |
| Quelle: Cassini und INSEE |      |      |      |      |      |      |      |      |

## Sehenswürdigkeiten
- Kirche Saint-Jean-Baptiste aus dem 18. Jahrhundert
- Kirche Saint-Jean-Éloi in Augeville
- Schloss Réel

## Persönlichkeiten
- Albert Malet (1905–1986), Maler

## Gemeindepartnerschaft
Mit der deutschen Gemeinde Goldenstedt in Niedersachsen besteht seit 1989 eine Partnerschaft.